# Cold Sassy Tree
Cold Sassy Tree es una ópera con música del estadounidense Carlisle Floyd y libreto basado en la novela homónima de Olive Ann Burns. Se estrenó el 14 de abril de 2000, en la Houston Grand Opera, con una producción escenificada por el director de cine australiano Bruce Beresford y dirigida por Patrick Summers. Cold Sassy Tree fue la décima ópera de Floyd y su primera ópera cómica. 
Es una ópera poco representada en la actualidad; en las estadísticas de Operabase aparece con sólo dos representaciones en el período 2005-2010.